# Bellucia klugii
Bellucia klugii är en tvåhjärtbladig växtart som först beskrevs av Otto Renner, och fick sitt nu gällande namn av Penneys, Michelangeli, Judd och Frank Almeda. Bellucia klugii ingår i släktet Bellucia och familjen Melastomataceae. Inga underarter finns listade i Catalogue of Life.